# Henryk Barycz
Henryk Michał Barycz (ur. 26 czerwca 1901 w Starym Sączu, zm. 9 marca 1994 w Krakowie) – polski historyk, archiwista, profesor Uniwersytetu Jagiellońskiego, członek Polskiej Akademii Umiejętności i Polskiej Akademii Nauk.

## Życiorys
Był synem Michała i Walerii z domu Korona. Od 1920 studiował historię na Uniwersytecie Jagiellońskim, gdzie w 1926 uzyskał stopień doktora filozofii na podstawie rozprawy Trzy studja do historji kultury XVI wieku. Wśród jego wykładowców byli Stanisław Kot i Wacław Sobieski. Od 1935 był docentem na tej uczelni, habilitację uzyskując po przedstawieniu pracy Historja Uniwersytetu Jagiellońskiego w epoce humanizmu. W 1946 został profesorem nadzwyczajnym, w 1957 profesorem zwyczajnym Uniwersytetu Jagiellońskiego.
W latach 1933–1963 pracował w Archiwum UJ, kierując tą placówką w latach 1934-1950 i 1955-1963.
Przed wyborami do Rady Miasta Krakowa z 1938 został członkiem komitetu Polskiego Bloku Katolickiego.
Wchodził w skład najważniejszych polskich towarzystw naukowych – Polskiej Akademii Umiejętności (członek korespondent 1951) i Polskiej Akademii Nauk (członek rzeczywisty 1973). W strukturze PAU był sekretarzem Komisji Historii Medycyny i Nauk Przyrodniczych (1939-1952) oraz sekretarzem Komisji dla Dziejów Oświaty i Szkolnictwa w Polsce (1947-1952). 
W 1984 Uniwersytet Wrocławski przyznał mu doktorat honoris causa. W 1989 został członkiem czynnym reaktywowanej Polskiej Akademii Umiejętności, pełnił w niej do końca życia funkcję wiceprezesa. Pochowany na cmentarzu Rakowickim w Krakowie.

## Dzieła
Specjalizował się w historii kultury, nauki i oświaty. Ogłosił szereg publikacji, w tym książkowych, m.in.:
- Szkice z dziejów Uniwersytetu Jagiellońskiego (1933)
- Geneza i autorstwo Equitis Poloni in Iesuitas actio prima (1934)
- J. S. Bandtkie a Śląsk. Z dziejów pierwszych zainteresowań się nauki polskiej Śląskiem (1936)
- Polacy na studiach w Rzymie w epoce Odrodzenia (1938)
- Lata szkolne Marka i Jana Sobieskich w Krakowie (1939)
- Historia Szkół Nowodworskich (1939–1947)
- Andrzej Maksymilian Fredro wobec zagadnień wychowawczych (1948)
- Uniwersytet Jagielloński w życiu narodu polskiego (1948)
- Mikołaj Kopernik, wielki uczony Odrodzenia (1953)
- Dzieje nauki polskiej w epoce Odrodzenia (1957)
- W blaskach epoki Odrodzenia (1968)
- Stanisław Smolka w życiu i nauce (1975)
- Józef Ignacy Kraszewski, czterokrotny kandydat do katedry uniwersyteckiej (1979)
- Śląsk w polskiej kulturze umysłowej (1979)
- Między Krakowem a Warmią i Mazurami. Studia i szkice (1987)

Był również autorem artykułów w Polskim Słowniku Biograficznym, przez lata wchodząc w skład jego Komitetu Redakcyjnego.
W 1928 zawarł związek małżeński z Marią z Nalepów. Wnukiem historyka jest architekt Rafał Barycz (ur. 1967).
Na prośbę Stanisława Kota napisał dwa hasła pielgrzymki oraz podróże do Encyklopedii staropolskiej Brücknera.